# Джан Бономо
Джан Боно́мо (тур. Can Bonomo; нар. 16 травня 1987 року, Ізмір, Туреччина) — турецький співак єврейського походження, представник Туреччини на пісенному конкурсі Євробачення 2012 в Баку. Останній виконавець від Туреччини в історії Євробачення.

## Біографія
Джан народився 1987 року в Ізмірі. Почав співати з 8 років. У 17 років переїхав до Стамбулу. Перші виступи в радіо-ефірі виконавець почав давати ще під час навчання в коледжі, згодом став виступати і на телебаченні.
9 січня 2012 року був обраний турецькою телерадіокомпанією TRT, щоб представити свою країну на пісенному конкурсі Євробачення 2012 в Баку. Конкурсна композиція, «Love Me Back», була виконана в другому півфіналі. За результатами півфіналу, який відбувся 24 травня, композиція пройшла до фіналу.

## Дискографія

### Альбоми
- Meczup (2011)